# End of Silence
End of Silence es el álbum debut de la banda de metal Red, lanzado el 6 de junio de 2006.

## Lista de canciones
| N.º   | Título                   | Duración |  |
| 1.    | «Intro (End of Silence)» | 0:58     |  |
| 2.    | «Breathe Into Me»        | 3:34     |  |
| 3.    | «Let Go»                 | 5:15     |  |
| 4.    | «Already Over»           | 4:24     |  |
| 5.    | «Lost»                   | 5:15     |  |
| 6.    | «Pieces»                 | 5:58     |  |
| 7.    | «Break Me Down»          | 4:14     |  |
| 8.    | «Wasting Time»           | 3:21     |  |
| 9.    | «Gave It All Away»       | 3:13     |  |
| 10.   | «Hide»                   | 5:24     |  |
| 11.   | «Already Over, Pt. 2»    | 5:12     |  |
| 46:52 |                          |          |  |

| Bonus Tracks en la Edición de lujo |                           |          |  |
| N.º                                | Título                    | Duración |  |
| 12.                                | «Lost (Versión Acústica)» | 4:29     |  |

| Bonus DVD en la Edición de lujo |                   |          |  |
| N.º                             | Título            | Duración |  |
| 1.                              | «Wasting Time»    | 3:21     |  |
| 2.                              | «Hide»            | 4:41     |  |
| 3.                              | «Pieces»          | 5:08     |  |
| 4.                              | «Let Go»          | 5:23     |  |
| 5.                              | «Already Over»    | 3:28     |  |
| 6.                              | «Break Me Down»   | 4:17     |  |
| 7.                              | «Breathe Into Me» | 4:22     |  |